# Hasfelmetsző Jack – Az utolsó vágás
A Hasfelmetsző Jack – Az utolsó vágás az első élő társasjáték.  A Horrorlegendák által üzemeltetett program a whitechapeli gyilkosságokra épül, és Hasfelmetsző Jack történetét dolgozza fel.

## A játék története
1888-ban egy rejtélyes és kegyetlen, nők ellen elkövetett gyilkosságsorozat veszi kezdetét a leromlott és bűntől terhes East End negyedben, Londonban. Közben az újságszerkesztőségeket és a nyomozóhatóságokat elárasztják a Hasfelmetsző Jack nevében írt levelek. Az esetek sokkolják a közvéleményt.
Hasfelmetsző váratlan lépést tesz; elcsalja az utána nyomozókat rejtett menedékébe és ultimátumot ad: ha rájönnek ki ő valójában és miért tette a szörnyűségeket, feladja magát. A helyzet azonban korántsem ennyire egyszerű: rejtekhelyén az utolsó áldozat borzalmas kínok között várja, hogy a nyomozók megmentsék.
Frederick Abberline főfelügyelőn, Robert Lees médiumon és társaikon a sor, hogy kinyomozzák, vajon ki tartja rettegésben a várost és megmentsenek egy ártatlan életet.

## A játék rendszere
A játékmenet részfeladatai a Tarot kártya bizonyos lapjaira épülnek, ez mutatja az egymáshoz tartozó feladatokat és a következő lépést. A játékosok ezt a következetességet folytatva jutnak el az egyes feladatokhoz és a játék végéhez. Mivel a játék kooperatív, ezért bizonyos típusfeladatokat csak a hozzáértők tudnak végrehajtani - ezeket a tennivalókat bízzátok arra a játékostársra, aki szakértő benne.  A fő feladatsoron kívül a karakterek egyéni feladatai is elvégezhetőek.

## Játékosok
A klasszikus táblás társasjátékkal ellentétben itt nem bábuk jelképezik a játékosokat, hanem ők, saját maguk. A szobában levő tárgyakat ténylegesen használni kell, minden a valóságban zajlik.
Minden résztvevő más és más karaktert alakít a játékmenet alatt. A játékosok karakterlapot kapnak a program elején, amin a személyes adataik, Hasfelmetszőhöz való kapcsolódásuk és egyedi képességeik szerepelnek.

## Egyéb adatok
- Időtartam: 100 perc (10 perc a szabályismertetés + max. 90 perc a program)
- Korhatár besorolása: 18 éven felülieknek
- Létszám: 2-8 főig
- Nyelv: Magyar
- Jelleg: nyomozásra épülő kooperatív szerep- és társasjáték